# Хофманн, Мурад Вильфрид
Мура́д Ви́льфрид Хо́фманн (6 июля 1931, Ашаффенбург, Бавария — 12 января 2020, Бонн, Северный Рейн-Вестфалия) — немецкий дипломат и писатель. Он написал несколько книг об исламе, в том числе Путешествие в Мекку и Ислам как альтернатива. Многие из его книг и очерков были посвящены положению ислама на Западе и, в частности, после 11 сентября в США. Он был одним из тех, кто подписал «Общее слово между нами и вами», открытое письмо исламских ученых христианским лидерам, призывающее к миру и пониманию.

## Биография
Родился в католической семье в Ашаффенбурге. В 1980 году принял ислам. Учился в Гарвардском университете. Его обращение в ислам вызвало дискуссию в связи с его высоким положением в немецком правительстве.
Обратился в ислам в результате того, что стал свидетелем Алжирской войны за независимость, из-за любви к исламскому искусству, а также из-за того, что увидел противоречия в христианской доктрине апостола Павла.
Работал в дипломатической службе Германии с 1961 по 1994 год. Сначала служил в Алжире в качестве специалиста по вопросам, касающимся ядерной обороны. Затем — руководителем информационной службы НАТО в Брюсселе с 1983 по 1987 год, послом в Алжире с 1987 по 1990 год и послом в Марокко с 1990 по 1994 год.
Был почетным членом и советником Центрального совета мусульман Германии.

## Награды и премии
- Орден «За заслуги перед Федеративной Республикой Германия».
- Командор ордена «За заслуги» (Италия).
- Большая лента ордена Наук и искусств (Египет).

## Публикации
- 1973 Of Beauty and the Dance: Towards an Aesthetics of Ballet, in: Three Essays in Dance Aesthetic, Dance Perspectives No. 55, New York
- 1981 Wie MBFR begann, in: Im Dienste Deutschland und des Rechtes, Festschrift für Wilhelm G. Grewe, Nomos, Baden-Baden
- 1984 Is NATO’s Defence Policy facing a Crisis?, in: Non-Nuclear War in Europe, Groningen University Press, Groningen
- 1981 Ein philosophischer Weg zum Islam
- 1984 Zur Rolle der islamischen Philosophie
- 1985 Tagebuch eines deutschen Muslims
- 1992 Der Islam als Alternative, Diederichs, ISBN 3-424-01114-2
- 1996 Reise nach Mekka, Diederichs, ISBN 3-424-01308-0
- 1998 Überarbeitung der Koranübersetzung von Max Henning, Istanbul und München
- 2000 Der Islam im 3. Jahrtausend, Diederichs-Hugendubel, ISBN 3-7205-2124-9
- 2008 — 'Mustaqbal al-Islam fī al-Gharb wa-al-Sharq' [The Future of Islam in the West and the East], co-authored with cAbd al-Majid al-Sharafī, published by Dar al-Fikr in Damascus, 2008